# Maytenus brasiliensis
Maytenus brasiliensis är en benvedsväxtart som beskrevs av Carl Friedrich Philipp von Martius. Maytenus brasiliensis ingår i släktet Maytenus och familjen Celastraceae. Inga underarter finns listade.